# 芭芭拉·布什

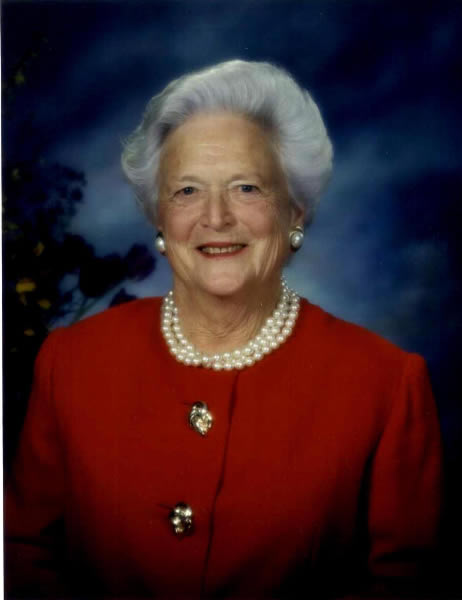
芭芭拉·布什

芭芭拉·皮爾斯·布希（英語：Barbara Pierce Bush，1925年6月8日—2018年4月17日）為美國第41任總統喬治·赫伯特·沃克·布希的夫人，第43任總統小布什、前佛羅里達州州長傑布·布什母親。芭芭拉是美國目前唯一一名見證丈夫和兒子先後當上總統的女性，也是丈夫和儿子先后当选总统的两位女性之一，另一位是阿比盖尔·亚当斯。

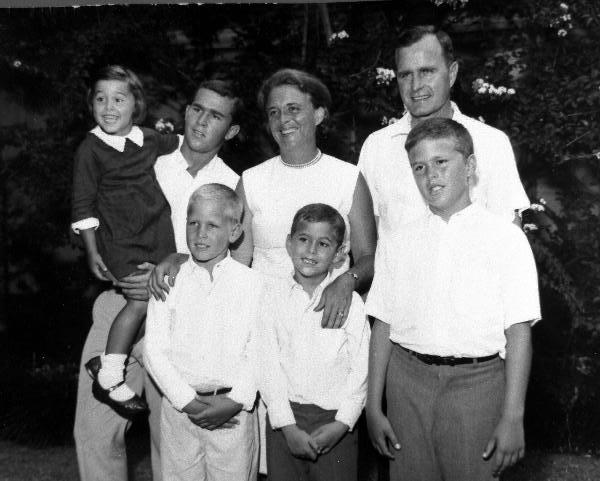
芭芭拉·布什全家

## 生平
1925年6月8日芭芭拉生於紐約曼哈頓紐約長老教會皇后區醫院，
她是馬文皮爾斯和第一名妻子的長女。
1945年1月6日，芭芭拉和喬治·赫伯特·沃克·布希結婚，一年後，小布希於紐哈文市耶魯紐黑文醫院出生，
此後還有三子二女出生。
2018年4月15日，由老布殊辦公室發聲明稱，芭芭拉因健康日益惡化，經過多次住院治療後決定不再接受進一步醫療，將接受寧養護理，返家與家人共度餘生。其後她於17日離世，享耆壽92歲。

## 延伸阅读
- Bush, Barbara. "BARBARA BUSH: A MEMOIR/Life after White House is fun and different （页面存档备份，存于）". Los Angeles Times. Syndicate at the Houston Chronicle. Saturday October 1, 1994. Houston Section, p. 5.
- Williams, Marjorie. "Barbara's Backlash （页面存档备份，存于）". Vanity Fair. August 1992.
- Emery, Christopher. White House Usher: Stories from the Inside. (2017), by a White House Usher (with a foreword by Barbara Bush). ISBN 978-1634926560